# Lochs de Spiggie et Brow
Les lochs de Spiggie et Brow sont situés à l'ouest de Boddam sur la péninsule sud de l'île principale (Mainland) des îles Shetlands, au large des côtes nord de l'Écosse.
Ils forment une zone de protection spéciale pour la conservation de la faune sauvage.
Le loch de Spiggie est une réserve naturelle de la Royal Society for the Protection of Birds.